# Región de Mbeya
Mbeya es una de las treintaiuna regiones administrativas en las que se encuentra dividida la República Unida de Tanzania. Su capital es la ciudad de Mbeya.

## Distritos
Esta región se encuentra subdividida internamente en tan solo ocho distritos a saber:
1. Chunya
2. Ileje
3. Kyela
4. Mbarali
5. Mbeya Urbano
6. Mbeya Rural
7. Mbozi
8. Rungwe

## Territorio y población
La región de Mbeya tiene una extensión 35.954 kilómetros cuadrados. Su población, según el censo de 2022, era de 2.343.754 personas. La densidad poblacional es de 34,3 habitantes por kilómetro cuadrado.
- Datos: Q458382
- Multimedia: Mbeya Region / Q458382